# 弗兰
弗兰（法語：Flin，法語發音：[flɛ̃]）是法国默尔特-摩泽尔省的一个市镇，属于吕内维尔区。

## 地理
弗兰（48°29'51"N, 6°39'18"E）面积11.64 平方千米，位于法国大東部大區默尔特-摩泽尔省，该省份为法国东北部内陆省份，是洛林的一部分，北邻比利时、卢森堡，北起顺时针与摩泽尔省、下莱茵省、孚日省和默兹省接壤。
与弗兰接壤的市镇（或旧市镇、城区）包括：阿兹拉耶、比里维尔、舍讷维耶尔、丰特努瓦拉茹特、格隆维尔、阿布兰维尔、穆瓦延、圣克莱芒、瓦蒂梅尼勒。

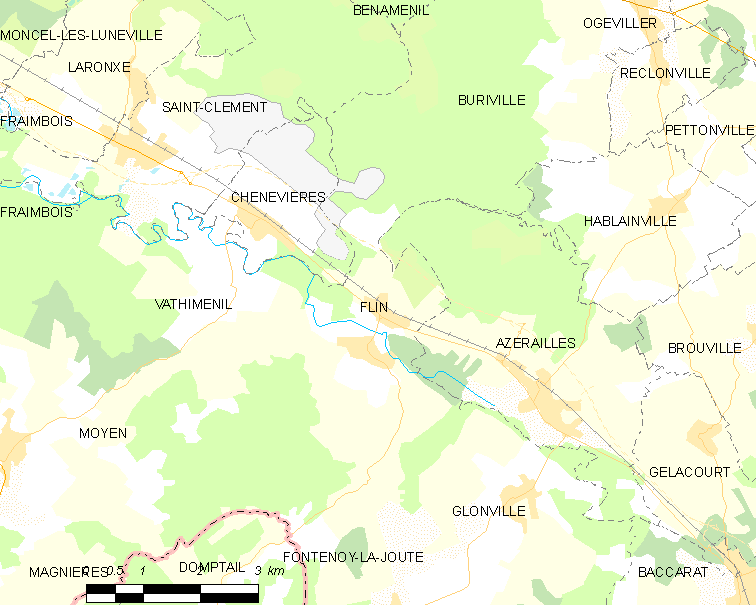
弗兰的OSM定位图

弗兰的时区为UTC+01:00、UTC+02:00（夏令时）。

## 行政
弗兰的邮政编码为54122，INSEE市镇编码为54199。

## 政治
弗兰所属的省级选区为巴卡拉县。

## 人口

1962-2008年间弗兰人口变化图示

弗兰于2022年1月1日时的人口数量为385人。